# NK Zagorje
NK Zagorje slovenski je nogometni klub iz Zagorja ob Savi. U sezoni 2025./26. natječe se u Regionalnoj ljubljanskoj ligi, četvrtom rangu slovenskog nogometnog sustava.
NK Zagorje ima dugogodišnje lokalno rivalstvo s NK Rudar Trbovlje, koje je poznato kao Zasavski derbi.
Tri sezone (1991./92., 1992./93. i 2004./05.) natjecao se u 1. SNL, ligi najvišeg stupnja u Sloveniji.

## Vanjske poveznice
- Službena web-stranica (slov.)